# Granada Club de Fútbol (féminines)
Maillots
La section féminine du Granada CF est un club espagnol de football féminin basé à Grenade et créé en 2003. Le club évolue en Liga F depuis 2023.

## Histoire
Fondé en 2003, le club évolue en deuxième division, à partir de 2004, pendant neuf saisons, avant d'être promu pour la première fois de son histoire en première division, lors de la saison 2012-2013. Au terme de sa première saison dans l'élite, le club termine à la 15e place et redescend en deuxième division, un an après l'avoir quitté.
Lors des 8 saisons suivantes, Grenade termine à chaque fois à la 2e ou à la 3e place. Lors de la saison 2022-2023, après la restructuration des championnats, le club évolue dans une nouvelle deuxième division, la Primera Federación, composée de 16 équipes dans une poule unique. Au terme de cette saison, le club termine à la 5e place, synonyme de barrages de promotion. Lors des demi-finales, le club se défait, d'abord, du CA Osasuna sur le score cumulé de 5-0 (2-0 à l'aller et 0-3 au retour) avant, en finale, de se défaire du Deportivo Abanca sur le score cumulé de 2-1 (2-0 à l'aller et 1-0 au retour), synonyme de retour dans l'élite, 9 ans après l'avoir quitté.

## Bilan saison par saison
Légende
- Champion ou vainqueur de la compétition
- Deuxième ou finaliste de la compétition
- Troisième de la compétition
- Promotion en division supérieure
- Relégation en division inférieure

| Saison    | Championnat   | Championnat | Copa de la Reina |
| --------- | ------------- | ----------- | ---------------- |
| 2004-2005 | 2e (Gpe. 5)   | 2e          | —                |
| 2005-2006 | 2e (Gpe. 5)   | 2e          | -                |
| 2006-2007 | 2e (Gpe. 5)   | 6e          | -                |
| 2007-2008 | 2e (Gpe. 5)   | 2e          | -                |
| 2008-2009 | 2e (Gpe. 5)   | 4e          | -                |
| 2009-2010 | 2e (Gpe. 5)   | 8e          | -                |
| 2010-2011 | 2e (Gpe. 5)   | 4e          | -                |
| 2011-2012 | 2e (Gpe. 4)   | 8e          | -                |
| 2012-2013 | 2e (Gpe. 4)   | 1er         | -                |
| 2013-2014 | 1re           | 15e         | -                |
| 2014-2015 | 2e (Gpe. 4)   | 3e          | -                |
| 2015-2016 | 2e (Gpe. 4)   | 2e          | -                |
| 2016-2017 | 2e (Gpe. 4)   | 2e          | -                |
| 2017-2018 | 2e (Gpe. 4)   | 2e          | -                |
| 2018-2019 | 2e (Gpe. 4)   | 2e          | -                |
| 2019-2020 | 2e (Gpe. Sud) | 2e          | -                |
| 2020-2021 | 2e (Gpe. Sud) | 3e          | -                |
| 2021-2022 | 2e (Gpe. Sud) | 3e          | Troisième tour   |
| 2022-2023 | 2e            | 5e          | Quarts de finale |
| 2023-2024 | 1re           | 14e         | Troisième tour   |
| 2024-2025 | 1re           | 5e          |                  |